# Baron FitzWarine

Ursprüngliches Wappen der Barone FitzWarine

Baron FitzWarine (auch Fitz-Warine, FitzWarin, FitzWaryn oder FitzWarren) war ein erblicher britischer Adelstitel in der Peerage of England.
Familiensitz der Barone war bis 1545 Whittington Castle in Shropshire.

## Verleihung und Geschichte des Titels
Der Titel wurde am 23. Juni 1295 von König Eduard I. für Fulke FitzWarine geschaffen, indem dieser per Writ of Summons ins königliche Parlament berufen wurde.
Beim Tod seines gleichnamigen Ur-ur-ur-urenkels, des 7. Barons, am 21. September 1420 erlosch seine männliche Nachkommenlinie und der Titel fiel an dessen einzige Schwester Elizabeth, Gattin des Richard Hankford (um 1397–1431), als 8. Baroness. Bei deren Tod um 1428 fiel der Titel in Abeyance zwischen ihren beiden Töchtern Thomasine (1423–1453) und Elizabeth (um 1424–1433) und wurde beim Tod der letzteren 1433 für die erstere als 9. Baroness wiederhergestellt. Ihr Ehegatte Sir William Bourchier (1407–1470) wurde 1449 aus ihrem Recht als Baron Fitzwarine ins Parlament berufen.
Ihr Enkel, der 11. Baron, wurde am 9. Juli 1536 zum Earl of Bath erhoben. Die Baronie blieb ein nachgeordneter Titel des Earldoms, bis sie am 2. März 1637 beim Tod seines Ur-urenkels, des 4. Earls, dessen einziger Sohn John bereits 1631 gestorben war. Die Baronie fiel daraufhin in Abeyance zwischen seinen drei Töchtern Anne, Elizabeth und Dorothy, während das Earldom an seinen Cousin Sir Henry Bourchier (um 1587–1654) fiel. Die Abeyance der Baronie FitzWarine dauert bis heute an.

## Liste der Barone FitzWarine (1295)
- Fulke FitzWarine, 1. Baron FitzWarine (1251–1315)
- Fulke FitzWarine, 2. Baron FitzWarine (um 1285–1337)
- Fulke FitzWarine, 3. Baron FitzWarine (um 1315–1349)
- Fulke FitzWarine, 4. Baron FitzWarine (1340–1374)
- Fulke FitzWarine, 5. Baron FitzWarine (1362–1391)
- Fulke FitzWarine, 6. Baron FitzWarine (1389–1407)
- Fulke FitzWarine, 7. Baron FitzWarine (1406–1420)
- Elizabeth FitzWarine, 8. Baroness FitzWarine (um 1404–um 1428) (Titel abeyant 1428)
- Thomasine Hankford, 9. Baroness FitzWarine (1423–1453), ⚭ William Bourchier, iure uxoris Baron FitzWarine (1407–1470)
- Fulke Bourchier, 10. Baron FitzWarine (1445–1479)
- John Bourchier, 1. Earl of Bath, 11. Baron FitzWarine (1470–1539)
- John Bourchier, 2. Earl of Bath, 12. Baron FitzWarine (1499–1561)
- William Bourchier, 3. Earl of Bath, 13. Baron FitzWarine (vor 1557–1623)
- Edward Bourchier, 4. Earl of Bath, 14. Baron FitzWarine (1590–1636) (Baronie abeyant 1637)